# 1482 Sebastiana
Az 1482 Sebastiana (ideiglenes jelöléssel 1938 DA1) a Naprendszer kisbolygóövében található aszteroida. Karl Wilhelm Reinmuth fedezte fel 1938. február 20-án, Heidelbergben.